# Anapa
Anapa è una città della Russia europea meridionale (Kraj di Krasnodar), situata sulle coste del Mar Nero 160 km a ovest di Krasnodar. e sulle sponde del lago Sukko.
Anapa è il centro amministrativo del distretto di Anapskij pur non facendo parte - né a livello territoriale che amministrativo - di questo rajon e costituendo invece una città di rilevanza federale che si pone sullo stesso livello del rajon stesso e raggruppa sotto di sé tre località rurali; a livello municipale, costituisce anche un okrug di tipo urbano.

## Storia
La città attuale venne fondata nel 1846 dallo zar russo Nicola I sul sito di una preesistente fortezza sul Mar Nero. Sul sito dell'odierna Anapa si trovava l'antica città di Sindica; dal IV secolo a.C. al III secolo d.C. la città ebbe nome Gorgippia, mentre nel XIV secolo la città divenne una colonia genovese con il nome di Mapa. Nel 1475 la città fu occupata dai Turchi che la tennero poi per tre secoli e mezzo; risale al 1781-82 la costruzione, da parte loro, di una fortezza.
Alla fine del XVIII secolo la città ha acquisito il nome moderno Anapa, ma è solo dopo le guerre russo-turche del 1829 che la città entrò definitivamente a far parte della Russia. Durante gli anni '30 del XX secolo la città vide un forte sviluppo economico grazie al turismo di massa dalla restante parte dell'unione Sovietica; subì gravi danneggiamenti durante la seconda guerra mondiale, venendo però ricostruita negli anni immediatamente seguenti. Dal 2022 durante il conflitto bellico in corso con l'Ucraina, sono stati respinti diversi attacchi di droni.
Nel dicembre 2024 la rottura di una petroliera a causa del maltempo, ha causato un disastro ecologico

## Monumenti e Luoghi di Interesse
Monumento di Korotyn , Fontana Centrale , Nave Scarlet, Monumento dei Patrioti della guerra mondiale, Monumento Gagarin

## Società

### Evoluzione demografica
Fonte:  informacion site fo Anapa. URL consultato il 24 ottobre 2009 (archiviato dall'url originale il 20 agosto 2007).
- 1897: 6.700
- 1959: 18.500
- 1970: 29.900
- 1979: 40.100
- 1989: 55.000
- 2007: 54.800

## Economia

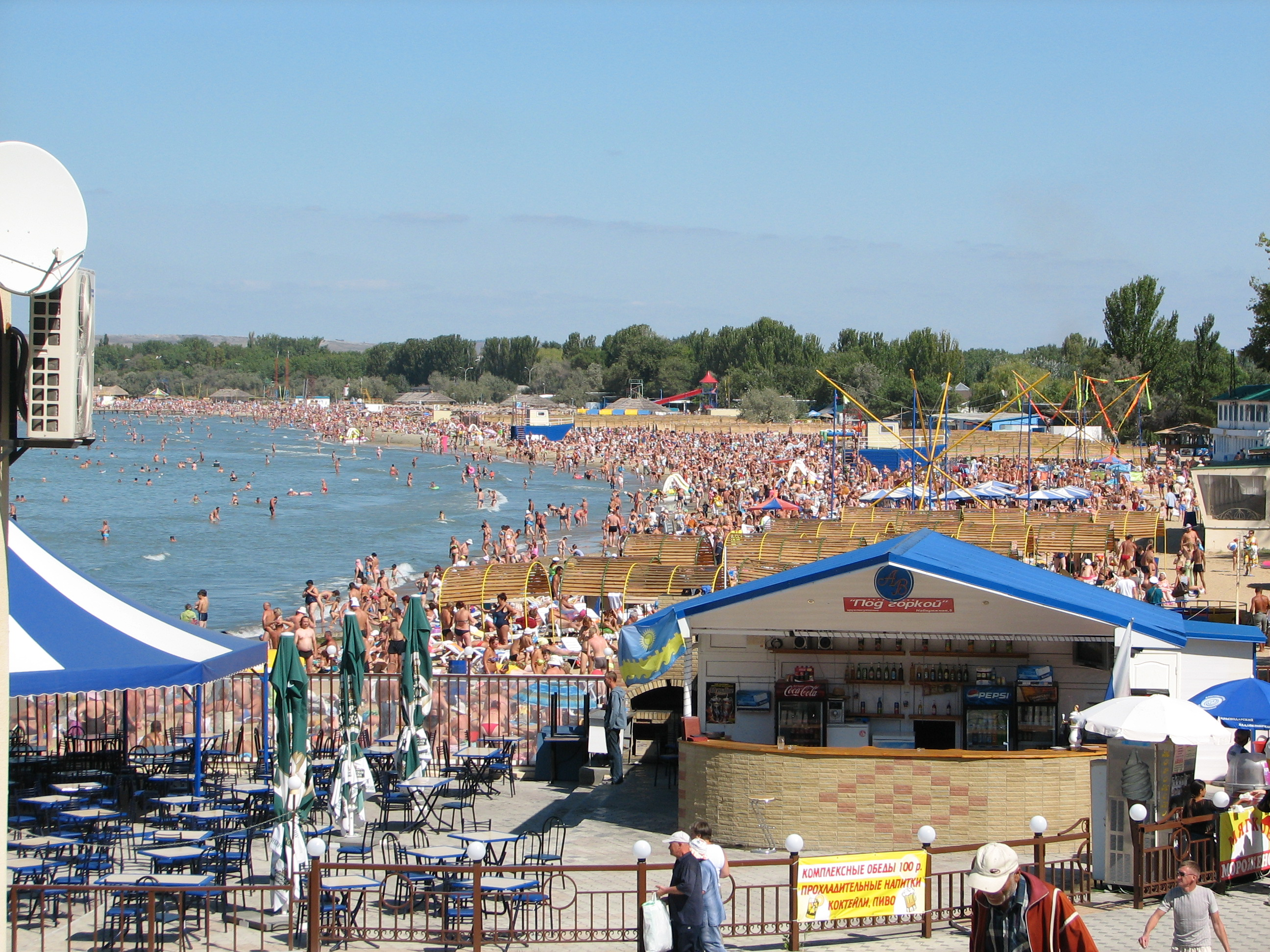
La spiaggia

Le risorse economiche della città di Anapa sono il turismo estivo, l'industria tessile e l'agricoltura commerciale, principalmente per la produzione di vino visto il clima abbastanza favorevole.

## Infrastrutture e trasporti
Aereo
È servita dall'aeroporto di Anapa-Vitjazevo, con voli giornalieri per le principali località russe d'estate e per Mosca e San Pietroburgo d'inverno.

Nave
Anapa è dotata di un porto internazionale.
Treno
La città di Anapa è un nodo ferroviario di una certa importanza collegato con i treni passeggeri stagionali con la Russia europea, con l'Ucraina, la Bielorussia e con la Siberia.

## Cultura
Il Museo Archeologico della città dispone di una ricca collezione di reperti risalenti al periodo storico della Grecia antica., sono inoltre presenti Il Museo di Storia locale , il Museo delle Scienze ,la  Porta Russa, Piazza dell'equipaggiamento militare, museo del cioccolato,Galleria d'arte “Piazza Bianca”
Teatro
Teatro Comunale
Chiese ,
Chiesa di San Onofrio, Tempio di San Serapio di Sarov, Cappella del Profeta Hosea 

## Turismo
Delfinario , Teatro equestre , Parco acquatico , Oceanario, Acquario marino, Ocean park, Casa dell'acqua minerale, Zoo, Ruota panoramica, Bowling, lago Sukko, Spiaggia centrale, parco dei dinosauri,Fattoria di coccodrilli

## Sport
La squadra di calcio maschile della città è il Futbol'nyj Klub Anapa.

## Amministrazione

### Gemellaggi
- Homel'[41]
- Novyj Urengoj[42]

## Clima
| Anapa (1991-2020) Fonte:    | Mesi         | Mesi         | Mesi         | Mesi        | Mesi        | Mesi        | Mesi        | Mesi        | Mesi        | Mesi        | Mesi         | Mesi         | Stagioni | Stagioni | Stagioni | Stagioni | Anno  |
| Anapa (1991-2020) Fonte:    | Gen          | Feb          | Mar          | Apr         | Mag         | Giu         | Lug         | Ago         | Set         | Ott         | Nov          | Dic          | Inv      | Pri      | Est      | Aut      | Anno  |
| --------------------------- | ------------ | ------------ | ------------ | ----------- | ----------- | ----------- | ----------- | ----------- | ----------- | ----------- | ------------ | ------------ | -------- | -------- | -------- | -------- | ----- |
| T. max. media (°C)          | 6,2          | 6,7          | 9,8          | 15,0        | 20,1        | 25,2        | 28,7        | 29,2        | 23,9        | 18,1        | 12,1         | 8,1          | 7,0      | 15,0     | 27,7     | 18,0     | 16,9  |
| T. media (°C)               | 2,9          | 3,2          | 6,4          | 11,0        | 16,2        | 21,3        | 24,4        | 24,5        | 19,5        | 14,0        | 8,3          | 4,8          | 3,6      | 11,2     | 23,4     | 13,9     | 13,0  |
| T. min. media (°C)          | 0,2          | 0,4          | 3,6          | 7,9         | 13,1        | 17,9        | 20,3        | 20,1        | 15,2        | 10,4        | 5,2          | 2,0          | 0,9      | 8,2      | 19,4     | 10,3     | 9,7   |
| T. max. assoluta (°C)       | 17,7 (1960)  | 21,0 (1973)  | 24,5 (1962)  | 29,2 (2012) | 31,1 (1979) | 36,3 (2016) | 38,0 (2007) | 38,2 (2010) | 32,9 (2010) | 35,6 (1999) | 27,1 (1967)  | 22,3 (2014)  | 22,3     | 31,1     | 38,2     | 35,6     | 38,2  |
| T. min. assoluta (°C)       | −23,9 (2006) | −20,0 (2012) | −13,2 (1985) | −5,1 (2004) | 0,7 (1986)  | 7,6 (1963)  | 11,1 (1977) | 8,5 (1966)  | 2,0 (1986)  | −6,3 (1977) | −12,2 (1993) | −18,9 (1997) | −23,9    | −13,2    | 7,6      | −12,2    | −23,9 |
| Nuvolosità (okta al giorno) | 7,3          | 6,6          | 6,5          | 6,1         | 4,9         | 4,3         | 3,0         | 2,7         | 3,7         | 4,8         | 6,2          | 7,2          | 7,0      | 5,8      | 3,3      | 4,9      | 5,3   |
| Precipitazioni (mm)         | 60           | 47           | 51           | 38          | 40          | 41          | 34          | 34          | 55          | 53          | 50           | 62           | 169      | 129      | 109      | 158      | 565   |
| Giorni di pioggia           | 13           | 12           | 13           | 13          | 11          | 9           | 7           | 6           | 9           | 10          | 13           | 14           | 39       | 37       | 22       | 32       | 130   |
| Giorni di neve              | 6            | 6            | 4            | 0,2         | 0,0         | 0,0         | 0,0         | 0,0         | 0,0         | 0,2         | 2,0          | 5,0          | 17,0     | 4,2      | 0,0      | 2,2      | 23,4  |
| Giorni di nebbia            | 1            | 1            | 1            | 2           | 2           | 1           | 0,1         | 0,1         | 0,4         | 1,0         | 1,0          | 1,0          | 3,0      | 5,0      | 1,2      | 2,4      | 11,6  |
| Umidità relativa media (%)  | 81           | 78           | 77           | 77          | 77          | 78          | 71          | 69          | 72          | 75          | 79           | 81           | 80       | 77       | 72,7     | 75,3     | 76,3  |
| Vento (direzione-m/s)       | NE 6,1       | NE 6,1       | NE 5,6       | S 4,9       | S 4,3       | S 3,9       | NE 3,6      | NE 3,5      | NE 4,0      | NE 4,6      | NE 5,6       | NE 6,2       | 6,1      | 4,9      | 3,7      | 4,7      | 4,9   |